# ۱۶ مارس
۱۶ مارس در گاه‌شماری میلادی، هفتاد و پنجمین (در سال‌های کبیسه هفتاد و ششمین) روز سال است. ۲۹۰ روز تا پایان سال باقی است.

## درگذشت‌ها
- ۱۹۴۰  , سلما لاگرلوف، نویسنده

## رویدادها
- ۵۹۷ (پیش از میلاد)؛ بابلیان اورشلیم را گرفتند و به جای یهویاقین صدقیا را به فرمانروایی آن سامان گماردند.